# Batocera humeridens
Batocera humeridens är en skalbaggsart som beskrevs av Thomson 1859. Batocera humeridens ingår i släktet Batocera och familjen långhorningar. Inga underarter finns listade.